# Отвъд Черната река
Отвъд Черната река (на английски: Beyond the Black River) е фентъзи новела, част от цикъла „Конан Варварина“, написана от Робърт Хауърд и публикувана в списанието „Weird Tales“ през май-юни 1935 година.

## Сюжет
Внимание:  Текстът по-долу разкрива сюжета на произведението (или части от него)!
В пограничните гори на Аквилония кимериецът Конан спасява живота на младия таурански ловец Балт. По пътя към форт Тъскелан те намират трупа на търговеца Тиберий и решават да го пренесат в крепостта. Конан разказва на младия си спътник, че пиктския магьосник Зогар Саг обeдинява клановете на варварите-пикти и се готви да атакува целия пограничен район Конаджахара. Неотдавна неговите войни открадват няколко бъчви бира от търговеца Тиберий. Следотърсачите проследяват и залавят пияния магьосник и го затварят в килия в крепостта. Разгневеният Зогар Саг успява да избяга и се заклева да отмъсти за нанесената му обида. Скоро всички участници в ареста са убити и обезглавени, а Тиберий става неговата последна жертва. Чувайки в гората женски вик за помощ, Конан и Балт се впускат по посока на гласа, но това е поредната клопка на демоничния вещер. Докато ловците претърсват гората, той успява да обезглави трупа на търговеца и да отмъкне необезпокояван главата му.
Комендантът на крепостта – Валан, се опасява че магьосникът може да изпрати болести, които да поразят преселниците и войниците, и изпраща отряд опитни следотърсачи начело с Конан, отвъд Черната река, където са поселищата на пиктите, които за заловят или убият магьостика. Отрядът попада в засада и повечето са избити, а Балт и още един следотърсач попадат в плен и са завързани на колове в селото на пиктите Гуауела. Зогар Саг призозава от джунглата чудовищни зверове – саблезъб и гигантска змия, за да разкъсат пленниците. Конан, който единствен е успял да се измъкне невредим от капана, успява да убие змията и да освободи Балт. Двамата бягат през джунглата, преследвани от зверове и пикти.
След като успяват да пресекат Черната река и приближават форт Тъскелан, двамата герои виждат, че той е обсаден от голяма армия пикти. Конан и Балт бързат да предупредят заселниците във вътрешността за нападението на пиктите и се насочват към пограничния град Велитрия. Балт и кучето Сечко предупреждават спящите заселници и остават да прикриват оттеглянето им срещу настъпващите пикти, като се обричат на сигурна смърт. През това време Конан сигнализира събирачите на сол за надвисналата опасност, когато чува от гората гласа на Балт, който го вика. Когато навлиза в гъсталака, се сблъска с ужасяващ демон, който брат на вещера Зогар Саг. Двамата братя са едно цяло, свързани с невидими нишки – имат общи мисли и усещат еднаква болка. Кимериецът влиза в бой със сияещия демон и го убива.
В крайна сметка аквилонците успяват да отблъснат пиктите от Велитрия, но крепостта е разрушена, гарнизона е избит, и провинцията Конаджахара е изгубена завинаги. По чудо оцелял следотърсач от форта разказва на Конан за смъртта на магьосника след превземането на форт Тъскелан. Вещерът, който не е получил по време на боя и една драскотина, внезапно пада и умира. Раните му са същите, като тези, които Конан е причинил на неговия демоничен брат.

## Публикации на български език
- 1996: Отвъд Черната река – в сборника „Конан унищожителя“, ИК „Офир“, Бургас, кн.13 от поредицата „Библиотека Фантастика“, преводач: Силвана Миланова.
- 1997: Отвъд Черната река – в сборника „Конан воинът“, ИК „Бард“, София, кн.10 от поредицата „Безсмъртният воин“, преводач: Димитър Добрев.
- 2016: Отвъд Черната река – в сборника „Конан. Том 2“, ИК „Изток-Запад“, София, кн.26 от поредицата „Колекция Върхове“, преводач: Елена Павлова.